# Уелги
Уелги́ — озеро котловинного типа в центральной части Кунашакского района Челябинской области России.

## Морфология
Площадь зеркала — 60,3 км². Объём воды — 138,7 млн кубометров. Минерализация воды — 3339,3 мг/л.
Средняя глубина — 2,3 м, наибольшая глубина — 3,2 — 3,8 м (по данным 1969 г. максимальная глубина озера достигала 7 м).

## Фауна и флора
В озере водятся карась, карп, окунь, пелядь, чудской сиг, щука, гольян.
Вдоль берега — заросли камыша (особенно значительные в болотистой местности на северо-восточном берегу).

## География
Расположен в пределах Зауральской равнине.
На юго-западном берегу — деревня Канзафарова, в 1 км от северного берега — нежилая деревня Уелги, на восточном — 2 охотхозяйства и водокачка, на южном — мельница. На юге озеро соединено протокой с озером Кунашак. В 2 км от южного берега — райцентр, село Кунашак.

## Название
При этимологизации гидронима обычно допускается, что башкирское слово «уелги» (варианты — «уелде», «уелге») может происходить от татаро-башкирского «уйыл», «у(й)ел» — впадина, низина, углубление, провал. Н. И. Шувалов отмечает явную схожесть гидронима с названиями озера Увильды и реки Увельки. Он же приводит легенду, бытующую у местного населения о внезапном появлении этого озера как бы ниоткуда, поэтому название Уелги интерпретируется в этой местности как «провальное, образовавшееся в результате провала почвы». Между тем Уелги искаженное наименование. Местное население, башкиры называют озеро Өйәлге, что следует трактовать как «имеющий много куч, наносов».
По озеру назван посёлок Уелги.

## Археология и палеогенетика
Серию останцов межозёрной террасы юго-восточного берега пресного озера Сайгерлы и западного берега солёного озера Уелги занимает средневековый могильник Уелги IX—XI веков. В могильнике выделяются три горизонта погребений, соответствующих IX, IX—X и X—XI векам. Между генетическими образцами погребённых трёх этапов наблюдается генетическая преемственность. У большинства образцов из Уелги определена Y-хромосомная гаплогруппа N1a1-M46, у двух образцов определены Y-хромосомные гаплогруппы G2a2-L1226 и J2b1-M205. Также выявлены митохондриальные гаплогруппы D4j, A+152+16362, A12a, C4a1a6, C4a2a1, H3b, H40b, N1a1a1a1a, U4d2, U5a1a1, U5b2a1a1. Филогенетический и популяционно-генетический анализ демонстрирует генетическую связь между Зауральем, Приуральем и Карпатским бассейном на различных уровнях. Несколько отношений митохондриального происхождения соединяют Зауралье и Предуралье: например, образцы из Уелги и Сухого Лога сгруппированы вместе в одной основной ветви дерева гаплогрупп A+152+16362, кроме того, образцы из Уелги и Броды (с митохондриальной гаплогруппой D4j2) и из Уелги и Бартыма (с митохондриальной гаплогруппой U4d2) также расположены на одной основной ветви. 13 мужских образцов из 19 с могильника Уелги несут Y-гаплогруппу N с различными классификациями подгаплогрупп, зависящими от сохранения ДНК, в то время как в Предуралье обнаружено три Y-гаплогруппы N1-M46 (образцы из Бродского, Бартымского и Баяновского могильников). Общая плохая сохранность дальнейших предуральских образцов из Сухого Лога и Бартыма не позволила провести дальнейший анализ на основе Y-хромосомы. Образцы из групп Уелги+Каранаево и Чиялик (Горново) принадлежат к одной Y-хромосомной гаплогруппе N1a1a1a1a2a1c-B539/PH3340 (ISOGG v15.73), соответствующей генетическому составу Волго-Уральского региона. Они сгруппированы вместе с образцами из Уелги и современными хантами, манси и венграми, а также с башкирами и татарами Волго-Уральского региона. Кушнаренковская культура (популяция зауральской стоянки Уелги) и популяции, связанные с ломоватовской и неволинской культурами Предуралья (Баяново (поздняя ломоватовская культура), Броды (ранняя неволинская культура), Бартым (неволинская культура, фаза II), Сухой Лог (поздняя неволинская культура)), обнаруживают обширные генетические связи с венграми-завоевателями Прикарпатья. Материнские линии венгров завоевателей аналогичны линиям современных татар со значительным восточно-евразийским компонентом.